# Jet Marchau
Jet Marchau (Assebroek, 25 november 1948) is een Belgisch specialist betreffende jeugdliteratuur.

## Levensloop
Jet Marchau is in 1972 getrouwd met Ludo Valcke en werd moeder van drie kinderen. Ze volgde de lerarenopleiding Nederlands-Engels-Duits.
Ze werd lerares Engels in het Sint-Niklaasinstituut in Kortrijk (1969-2004). Ze was tevens leespromotor via lezingen voor verenigingen en scholen en lesgever over jeugdliteratuur in de provincie West-Vlaanderen.
Ze was
- medewerker aan de literaire verkenningen van vzw Moritoen in Kortrijk en Brugge (1970-2004),
- medestichter (1981) en secretaris van de kinder- en jeugdjury voor Het boek in Vlaanderen (tot 2006),
- mederedacteur van Bubi: wegwijs in de jeugdliteratuur (1982-2000).

Ze is vicevoorzitter van de Vereniging van West-Vlaamse Schrijvers (VWS).

## Publicaties
Jet Marchau publiceerde over leespromotie, jeugdliteratuur en jeugdauteurs in tijdschriften in Vlaanderen en Nederland, onder meer in I.D., Openbaar, Streven, Kultuurleven, Literatuur zonder leeftijd, Vonk, Vlaanderen, De schoolmediatheek, Leesgoed, Leesidee, Schrijver gevonden, Encyclopedie van de Jeugdliteratuur, Lexicon van de jeugdliteratuur en Lexicon van Westvlaamse schrijvers. Vanaf 2015 publiceerde ze geregeld over West-Vlaamse jeugdauteurs in Jaarwerk, het jaarboek van de VWS.
Ze was recensente bij Jeugdboekengids, Leesidee, Leeswelp, Op het kruispunt en Kerk & Leven. Sedert 2015 recenseert ze op  Dun lied donkere draad, de blog van de VWS, en op digitale podia (Brugge leest, Iedereen leest, Vereniging Westvlaamse schrijvers).
- De auteur daalt van zijn zoldertrap. Over schrijvers, schrijven en gelezen worden, VBVB, 1994 en 1995.
- VWS-cahiers:
  - Patrick Lagrou (nr. 212, 2002).
  - Karel Verleyen (nr. 220, 2004).
  - Brigitte Minne (nr. 235, 2006).
  - Jan van Coillie (nr. 241, 2007).
  - Willy Schuyesmans (nr.248, 2008).
  - Lieve Hoet (nr. 256, 2010).
  - Kristien Dieltiens (nr. 264, 2012).
  - Mariette Vanhalewijn ( nr. 279, 2014).
- Lexicon van de jeugdliteratuur (1982-2014). Monografieën door Jet Marchau.
  - Willy van Doorselaer, 2000.
  - Gerda van Erkel, 2001.
  - Roger H. Schoemans, 2001.
  - Wilhelm Bell, 2001
  - Ron Langenus, 2002.
  - Jessy Marijn, 2002.
  - Anne Finé, 2002.
  - René Swartenbroeckx, 2003.
  - Tim Bowler, 2003.
  - Willy Spillebeen, 2004.
  - Detty Verreydt, 2004.
  - Luc van Tolhuyzen, 2005.
  - Jutta Richter, 2005.
  - Lydia Verbeeck, 2006.
  - Jan van Coillie, 2007.
  - Anthony Horowitz, 2007.
  - Kristien Dieltiens, 2008.
  - René Struelens, 2009.
  - Nicole Boumaâza, 2009.
  - Edward van de Vendel, 2011.
- Van Prutske tot Morris: vertellen en diepgraven in de jeugdliteratuur van Streuvels tot heden"", 2023.